# Българско училище „Св. св. Кирил и Методий“ (Ванкувър)
Българско училище „Св. св. Кирил и Методий“ е училище на българската общност във Ванкувър, Канада. Директор на училището е Ваня Алексиева.

## История
Първоначално то е създадено през 1993 г. от Румяна Илиева и Ани Бокова. В сегашния си вид съществува от септември 2009 година. През учебната 2009/2010 година се обучават 28 деца.

## Обучение
Всяка събота децата посещават уроци по български език, математика и народни танци.